# Denis Weidmann
Pour les articles homonymes, voir Weidmann.
Denis Weidmann, né à Lausanne en 1945, est un archéologue suisse du canton de Vaud.

## Biographie
Denis Weidmann est licencié en Sciences naturelles à l’université de Lausanne en 1969. 
Il effectue un premier stage sur le site du Petit-Chasseur à Sion, en 1963. En 1966, il est nommé responsable d’interventions sur un site des Kellia (Basse-Égypte) qu’il supervise jusqu’en 1982. 
Dès 1971, il commence sa carrière comme archéologue cantonal, d’abord au gré d’un contrat de droit privé, puis, sous l’impulsion de Jean-Pierre Dresco, en qualité de fonctionnaire de l’État à partir de 1973. Il assure la présidence de la Société suisse de préhistoire et d’archéologie de 1983 à 1988. Weidmann ayant fait  valoir son droit à la retraite en février 2009, Nicole Pousaz lui succède à la fonction d’archéologue cantonal.

### Sources
- Denis Weidmann, Base de données des personnalités vaudoises, BCU Bibliothèque cantonale et universitaire, Lausanne
- Déçus en bien ! Surprises archéologiques en terre vaudoise
- http://archives.24heures.ch/VQ/LAUSANNE/-/article-2009-02-1968/denis-weidmann-s-est-inventactuC3actuA9-en-gardien-du-temple
- Photographie, 24 Heures, 2002/12/06, p. 2 et 27 & 2009/02/15